# Carlos Fariñas
Carlos Fariñas Cantero (* 28. November 1934 in Cienfuegos; † 14. Juli 2002 in Havanna) war ein kubanischer Komponist.

## Leben und Wirken
Fariñas war Schüler von Harold Gramatges, Serafín Pró, Edgardo Martín, Argeliers León, Enrique González Mántici und José Ardévol. 1956 studierte er in Tanglewood bei Aaron Copland, von 1961 bis 1963 am Moskauer Konservatorium bei Alexander Iwanowitsch Pirumow und Dmitri Kabalewski.
Seit den 1960er Jahren wandte er sich der elektronischen Musik zu. 1972 komponierte er gemeinsam mit Sergio Barroso Diálogos für Tonband. 1975 entstand im Auftrag des kubanischen Nationalballetts die Komposition Yagruma für Orchester, elf Schlagzeuger und elektroakustische Instrumente. Es folgten weiter Werke für Tonband, multimediale Kompositionen und zuletzt auch Stücke für computererzeugte elektroakustische Musik, daneben aber auch ein Cello- und ein Gitarrenkonzert.
Seit 1963 unterrichtete Fariñas Komposition am Conservatorio Alejandro García Caturla. Von 1967 bis 1977 leitete er die Musikabteilung der Biblioteca Nacional und organisierte in dieser Eigenschaft Kurse, Konferenzen und Konzerte, in denen er die Werke von Xenakis, Nono, Cage, Ferrari, Maderna und Stockhausen in Kuba bekannt machte. 1978 wurde er zum Dekan der Fakultät für Musik des Instituto Superior de Arte ernannt. 1989 gehörte er zu den Gründern des Estudio de Música Electrónica y por Computación.

## Werke
- Despertar, Ballett, 1960
- Tiento II, 1969
- Diálogos für Tonband, 1972
- Yagruma, Ballett für Sinfonieorchester, elf Schlagzeuger und elektroakustische Instrumente, 1975
- Madrigal, multimediales Werk für zwei Sprecher, Tänzer, Projektionen, Licht und Tonband, 1980
- Aguas Territoriales für Tonband, 1983
- Primer día de Mayo für Tonband, 1984
- Impronta für vier Schlagzeuger, Klavier und Tonband, 1985
- Cuarzo - Variaciones fractales für computergestützte elektronische Instrumente, 1991
- Orbitas elípticas für computergestützte elektronische Instrumente, 1993
- Konzert für Cello, komponiert für den Cellisten Carlos Prieto, 1998
- Konzert für Gitarre, komponiert für den Gitarristen Joaquín Clerch, 1999